# Leyland DAF
La Leyland DAF è stata una società britannica specializzata nella produzione di veicoli commerciali, di proprietà della DAF. Nel 1993, a seguito della bancarotta della DAF, è entrata in amministrazione controllata ed è stata frammentata in diverse società.

## Storia
Nel febbraio 1987 il Gruppo Rover, nell'ambito di un importante processo di ristrutturazione aziendale, ha fuso la sua divisione veicoli commerciali, la Leyland Trucks, con la DAF. La nuova società, denominata Leyland DAF, è stata posta sotto il controllo della holding DAF NV, a sua volta controllata per il 60% da DAF Beheer, holding proprietaria di DAF, e per il 40% dal Gruppo Rover.
Nel giugno 1989 la società è stata quotata alla Borsa di Amsterdam e al London Stock Exchange. DAF e Rover hanno iniziato a vendere parte delle loro partecipazioni, riducendole rispettivamente al 22% e al 16%. I prodotti dell'azienda venivano venduti con il marchio Leyland DAF in Gran Bretagna e con il marchio DAF nel resto del mondo.
L'azienda poteva disporre di tre impianti: l'ex stabilimento DAF situato a Eindhoven e gli ex stabilimenti Leyland Trucks situati a Leyland e Birmingham. I primi due venivano utilizzati per la produzione di veicoli commerciali pesanti, mentre nel terzo venivano costruiti veicoli commerciali leggeri.
Nel febbraio 1993 la DAF NV ha dichiarato bancarotta, causando la messa in liquidazione della Leyland DAF. Per salvare i posti di lavoro l'azienda è stata spacchettata e i singoli impianti sono stati soggetti a management buyout, con la creazione di una serie di società indipendenti tra di loro:
- L'impianto di Eindhoven e tutte le attività olandesi sono passati sotto il controllo di una nuova DAF. L'azienda verrà poi acquistata nel 1996 dalla Paccar.
- L'impianto di Leyland è passato sotto il controllo di una nuova Leyland Trucks[6]. Anche questa verrà poi acquistata nel 1998 dalla Paccar, andando così a riunirsi con la DAF[7][8][9].
- L'impianto di Birmingham è passato sotto il controllo della LDV, azienda specializzata nella produzione di veicoli commerciali leggeri. Quest'ultima verrà poi acquistata dalla GAZ nel 2006, prima di dichiarare bancarotta nel 2009.
- L'impianto di Glasgow, nel quale si producevano componenti per i veicoli commerciali pesanti, è passato sotto il controllo della Albion Automotive. L'azienda verrà poi acquistata nel 1998 dalla American Axle.
- L'impianto di Chorley, nel quale si producevano parti di ricambio, è passato sotto il controllo della Multipart Solutions. L'azienda verrà poi acquistata nel 2009 dalla TVS.

Il marchio Leyland DAF rimarrà comunque in uso fino al 2002, anno in cui la Paccar, che nel frattempo aveva preso il controllo sia della DAF che della Leyland Trucks, deciderà di utilizzare il solo marchio DAF anche nel Regno Unito.

## Modelli

### Veicoli commerciali leggeri
- Leyland DAF Serie 200 (1989-1993)
- Leyland DAF Serie 400 (1989-1993)

### Veicoli commerciali pesanti
- Leyland DAF Serie 60 (fino a 18.000 kg)
- Leyland DAF Serie 70 (da 18.000 a 26.000 kg)
- Leyland DAF Serie 80 (da 18.000 a 38.000 kg)